# Université de Djouba
L’université de Djouba (en anglais : University of Juba) est un établissement public d'enseignement supérieur situé au Soudan du Sud. 

## Historique
Fondée en 1975, elle eut, durant première années de son existence, son siège dans la banlieue nord de Khartoum, la capitale du Nord-Soudan. Accueillant essentiellement des étudiants originaires des États qui forme le Soudan du Sud, elle fut la seule université soudanaise à dispenser un enseignement en anglais, pour répondre aux besoins de ces derniers qui, ne parlant pas l'arabe, souhaitaient néanmoins bénéficier de matériels pédagogiques internationaux.
En 2006, le gouvernement régional sud-soudanais décida d'en faire une « Université nationale », transférant son siège à Djouba, la capitale régionale. Ce transfert est, à ce jour, pratiquement achevé.

## Personnalités liées à l'univarsité
- Hala al-Karib, militante sur les droits des femmes.